# Caldo malonato
Caldo malonato é um meio de cultura de identificação. Tem como princípio a utilização dos carbonos do malonato pelos microorganismos, mudando a coloração do meio. O caldo malonato pode diferenciar gêneros e espécies de enterobactérias e não fermentadores. Sua cor original é verde e resultados positivos deixam o meio azul.